# 耒陽市
耒陽市（らいよう-し）は中華人民共和国湖南省衡陽市に位置する県級市。耒水の中流に位置する。紙の発明者である蔡倫の故郷として知られる。

## 地理
東南部に山地が多く、西部は緩やかな地形になっている。

### 気候
平均気温は18℃で年降水量1337mm。

### 広袤
東経112°38'-113°13'から北緯26°08'-26°43'で南北62km、東西58km

### 民族
漢民族・苗族・侗族で構成されそのうち、漢民族が99.94％を占める。

## 歴史
秦代に耒県が設置され、漢代に耒陽県に改称される。隋代に一時耒陰県に改称されるが、唐代に原名に戻される。1986年に県級市に改編され現在に至る。

## 行政区画
- 街道：蔡子池街道、竈市街街道、水東江街道、五里牌街道、三架街道、余慶街道
- 鎮：黄市鎮、小水鎮、公平圩鎮、三都鎮、南陽鎮、夏塘鎮、竜塘鎮、哲橋鎮、永済鎮、遥田鎮、新市鎮、淝田鎮、大市鎮、仁義鎮、南京鎮、大義鎮、東湖圩鎮、馬水鎮、導子鎮
- 郷：亮源郷、太平圩郷、長坪郷、大和圩郷、壇下郷

## 経済
農業と工業が盛ん。
農業は稲、綿、油菜、甘薯などが主としており、中国の茶油の産地の一つでもある。
工業が発達しており、石炭の重要な産地の一つである。

## 交通
- 京広線　中心駅：耒陽駅（竈市街街道弁事所に所在）
- 京珠高速道路
- 107国道
- 1817省道
- 遥田空港（軍事用）
- 耒水航運
- 武広高速鉄道

## 物産
- カオリナイトの埋蔵量が多い。製紙の原料となる。
- 石炭が豊富で10億トン近くの埋蔵量を誇る。
- 林業生産物として杉、松、南竹、油茶がある。

## 娯楽
- 烈士陵園
- 五一広場
- 五一映画院
- 杜甫公園
- 発明家広場
- 神龍広場
- 蔡倫公園
- 沿河路

## 観光

### 自然
- 蔡倫竹海
- 鴨毛洲
- 竹海
- 鹿岐峰
- 金銭吊葫芦
- 湯泉温泉
- 直釣岩（張良洞）

### 名勝古跡
- 蔡倫記念園
- 杜甫墓
- 漢代古県廷
- 新市古鎮
- 培蘭斎
- 谷朗墓（谷朗碑）
- 八角亭
- 凌雲塔（青麓塔、青龍塔）

### 宗教民俗
- 金銭寺
- 鹿峰寺
- 盤古廟